# Kermia aegyptiaca
Kermia aegyptiaca é uma espécie de gastrópode do gênero Kermia, pertencente a família Raphitomidae.